# Risupalonjärvi
Risupalonjärvi är en sjö i Pajala kommun i Norrbotten och ingår i Kalixälvens huvudavrinningsområde. Risupalonjärvi ligger i Jylkyvaara-Syväjoki Natura 2000-område.